# اعتلال شبكية العين
| اعتلال الشبكية المشيمية الناجم عن الطلقة العصابية (HLA-A29 Uvetis) | |
| مسميات أخرى                                                        | آفات كريمية صغيرة متعددة، متناثرة بشكل متناظر بشكل رئيسي حول القرص البصري، التهاب المشيمية الفيتيليغيني |
|                                                                    | |

التهاب العنبية المشيمية والشبكية العصابي المعروف الآن باسم «التهاب العنبية العصابي» هو شكل نادر من التهاب العنبية الخلفي الثنائي يصيب كلتا العينين. وهو يسبب التهابا حادا وتقدميا لكل من الشبكيّة والشبكيّة.
ويكاد يكون الأفراد المتضررون قوقازيين بشكل حصري ويتم تشخيصهم عادة في العقد الرابع إلى السادس من حياتهم.
وقد قام سليمان أبو زريق بأكتشاف هذا المرض قبل قراره بدراسة طب الاسنان في قاسيون وترك طب العيون إلى الأبد

## الأعراض والعلامات
وتشمل أعراض هذا الاضطراب العوم، ورؤية غير واضحة، وعمى ضوئي (أضواء وامضة في العيون)، وفقدان رؤية الألوان، وحمى. في فحص العين، تظهر بقع ذات لون فاتح على الشبكية. قد يحدث فقدان تام لحدة البصر. اسم الحالة يأتي من بقع قاع صغيرة فاتحة اللون على شبكية العين، متناثرة في نمط مثل طلقة الطير من بندقية، ولكن هذه البقع قد لا تكون موجودة في المراحل المبكرة.[بحاجة لمصدر]

## الفيزيولوجيا المرضية
اعتلال الشبكية المشيمية العصابي هو شكل نادر من التهاب العنبية الخلفي ويمثل 1-3% من حالات التهاب العنبية بشكل عام. يعتقد أن اعتلال الشبكية المشيمية الطقسي مرض مناعي ذاتي. لهذا المرض علاقة قوية مع النمط الفرداني لمستضدات الكريات البيضاء البشرية (HLA) -A29، وهو أقوى ارتباط بين المرض والفئة الأولى الموثقة من HLA (>99% من المرضى هم إيجابيي HLA-A29 عن طريق الاختبارات الجزيئية والحالات السلبية HLA-A29 مثيرة للجدل ). هذا يشير إلى دور للخلايا اللمفية التائية في التسبب. ويرتبط اعتلال الشبكية المشيمية الطقسي مع IL-17، وهو السيتوكين المميز لخلايا TH17 التي تلعب دورا هاما في المناعة الذاتية. يصيب هذا المرض عادةً ذوي البشرة البيضاء في منتصف العمر أو المسنين. ويعتبر فيروس HLA-A29 أقل انتشارا في آسيا ولم يتم الإبلاغ عن أي حالات من اعتلال الشبكية المشيمية في آسيا. عندما يُشتبه في اعتلال الشبكية المشيمية، يتم عادة اختبار الشخص لتحديد ما إذا كان HLA-A29 إيجابيا. على الرغم من أن اختبار HLA-A29 سابقا لم يكن ضروريا للتشخيص النهائي، لأن HLA-A29 شائع أيضا في السكان الأصحاء عموما (7 ٪). يعتبر عدد متزايد من المتخصصين وجود HLA-A29 أمر بالغ الأهمية للتشخيص. قد ترتبط عوامل إضافية (وراثية أو بيئية) أو غير معروفة مع HLA-A29 في عملية الإمراض.
في عام 2014، أجرى كايبر وآخرون دراسة على مستوى الجينوم في اعتلال الشبكية المشيمية ودرس الجينوم بأكمله من المرضى الهولنديين والإسبان والإنجليز.
أكدت هذه الدراسة الجينية الكبيرة أن HLA-A29:02 هو عامل الخطر الرئيسي وحددت جين أمينوبيبتيداز الشبكة الإندوبلازمية (ERAP) 2 المرتبط بقوة باعتلال شبكية العين المشيمية. أدت المتغيرات الجينية بالقرب من ERAP2 على الكروموسوم 5 إلى ارتفاع الحمض النووي الريبوزي الرسول (mRNA) وتعبير البروتين لهذا الأمينوبيبتيداز في مرضى BSCR. ERAP2 هو أمينوبيبتيداز، جنبا إلى جنب مع ERAP1 وثيق الصلة، يقطع الببتيدات في الشبكة الإندوبلازمية ويحمل هذه الببتيدات على جزيئات HLA لعرضها على الخلايا التائية في الجهاز المناعي. كما تم الإبلاغ عن ارتباطات ERAP-HLA في التهاب الفقرات الفقار (Ankylosing spondylitis) ومرض بهجت، مما يشير إلى وجود مسارات ممرضة مشتركة بين هذه الأمراض. إن تعدد أشكال خطر الطير في 5q15 المرتبط بجينات ERAP1 و ERAP2 (T-rs10044354-C-rs2287987) لوحظ فقط في الأفراد إيجابيي فيروس HLA-A29 في المجموعات التي يكون فيها اليورانيوم «متوطناً»، مما يفسر لماذا يتم الإبلاغ عن اليورانيوم فقط في مجموعات من الأسلاف في أوروبا الغربية (إسبانيا، فرنسا، هولندا، بريطانيا العظمى، ولكن أيضاً في البلدان غير الأوروبية مثل بورتوريكو). وأظهر التحليل الوظيفي للخلايا المناعية المستمدة من المريض أن ERAP2 يزيد من وفرة الببتيدات التي ترتبط على وجه التحديد بـ HLA-A29 ويدعم كذلك أن مسار ظهور المستضد يدفع مسبباتBSCR  

## العلاج
قد يظهر اعتلال الشبكية المشيمية الطقسي مقاومة للعلاج. العلاج الكابت للمناعة جنبا إلى جنب مع الكورتيكوستيرويد الفموي كان فعالا إلى حد ما في إبطاء الالتهاب التدريجي المرتبط بالاضطراب، والحفاظ على سلامة البصر قدر الإمكان. بيد أنه يجب رصد استخدام هذه الأدوية على المدى الطويل عن كثب بسبب آثارها الجانبية المزعجة والمضعفة والمهددة للحياة.
وقد أثبتت الأدوية المثبطة للمناعة مثل الأجسام المضادة أحادية النسيلة داكليزوماب، سيكلوسبورين، ميثوتريكسات وأداليموماب، التي تباع تحت الاسم التجاري هوميرا، أنها خيارات علاج فعالة لاعتلال الشبكية المشيمية. كان الانخفاض الكبير وحتى الاستقرار في كل من الالتهاب الزجاجي والتهاب الأوعية الدموية في الشبكية واضحًا عن طريق التصوير الكهربائي للشبكية، خلال داكليزوماب (حاصرات مستقبلات IL-2). ويدعم ذلك أيضا ملاحظة مستويات مرتفعة من IL-2 في عيون المرضى. لكنّ فقدان حدة الإبصار الذي لا علاقة له بالالتهاب الناجم عن الاضطراب غالبا ما يبقى دون تغيير رغم استعمال الدواء. وينعكس ذلك من خلال عدم وجود اختلاف في حدة البصر وجودة الحياة ذات الصلة بالبصر بين فئات العلاج المختلفة في مرضى طلقات الرصاص. الموانع والآثار الجانبية الضارة هي دائماً عامل من العوامل أيضاً.
يمكن استخدام زرع الكورتيكوستيرويد جراحيا داخل العين للمرضى الذين لا يستطيعون تحقيق هدأة أو تحمل العلاج المناعي، أو في الحالات التي يمثل فيها هذا الخيار عبئا أقل على الحياة من العلاج الطبي على المدى الطويل.